# 高橋としみ
高橋 としみ（たかはし としみ、1987年10月2日 - ）は、日本のモデル、タレントで、元レースクイーン。愛称は「としみん」。夫は格闘家のタクヤ。

## 略歴
当初はオスカープロモーションに所属しモデル・イベントコンパニオンの活動をしていたが、2010年（平成22年）よりスタイルコーポレーションに移りレースクイーンとしての活動を始める。2011年（平成23年）には日本レースクイーン大賞で準グランプリを受賞した。
2012年（平成24年）にはSUPER GTのマレーシアラウンドイメージガールとして約1ヵ月間現地滞在でPR活動を行い、同年6月には高塚麻奈らと共にアイドルユニット「dreamy」を結成。2013年（平成25年）3月30日に卒業するまで9か月間活動した。
2013年、スタイルコーポレーションの関連会社であるスターヒルに移籍。同年、SUPER GTのイメージガール「IA GIRL STARS」に参加。シーズン終了をもってレースクイーンを卒業した。
2015年（平成27年）12月末を以って、スターヒルを退社することを同年12月1日付の自身のブログで発表。2018年現在はイーネットトラベルに所属。
2021年（令和3年）12月28日、格闘家のタクヤと結婚したことを自身のインスタグラムにて報告した。

## 人物
1987年（昭和62年）、中国・吉林省生まれ。血液型はA型。日本と中国のハーフである。国籍は日本。10歳まで中国に在住し、現在は東京都在住。兄が1人いる。
特技は中国語の日常会話、趣味はゴルフ、音楽、映画、台湾ドラマの鑑賞。

## 出演

### CM
- 天然ミネラルウォーター
- お台場ダイバーシティ
- 上方温泉

### レースクイーン
- 2010年 SUPER GT300 HASEMI MOTOR SPORT「Hasemi Sports Lady」
- 2011年 SUPER GT300 JLOC「RIRE RACING GIRLS」
- 2012年 SUPER GT500 S Road MOLA GIRLS

### 広告
- トリンプ[8]

### イメージ・キャンペーンガール
- エスエスクイーンズ2009（エスエス製薬エスカップ）
- SHOOT BOXING WORLD TOURNAMENT『S-cup2010』（ラウンドガール）
- 東京オートサロン2011（avex）
- GOLF TODAY「GTバーディ's」（三栄書房、2012年 - ）
- SUPER GTマレーシアラウンドイメージガール「SUPER GT QUEEN」（2012年6月）[9]
- SUPER GTイメージガール「IA GIRL STARS」（2013年4月 - ）[10]
- 竹村総合法律事務所（イメージキャラクター、2012年9月 - ）

### レポーター
- スーパー耐久シリーズ2010 第7戦 ツインリンクもてぎ（2010年11月27日、つくばテレビ）
- D1GP中国シリーズイメージガール

### ラジオ
- KIBA BREEZE!!!（レインボータウンfm、2013年4月よりレギュラー出演）

### 舞台
- 言いたいことも言えない、小さな夢も見れない、汚い嘘や言葉で操られたくない、真っ直ぐに向き合う現実に誇りを持ちたいだけだから（2014年6月4日 - 8日、シアターサンモール）

### 雑誌
- FRIDAY（2010年4月9日、講談社）
- GALS PARADISE 2010レースクイーンデビュー編 表紙（2010年6月10日、三栄書房）
- VIP STYLE（2010年7月26日、交通タイムス社）
- GALS PARADAISE 2010トップレースクイーン編（2010年9月30日、三栄書房）
- カーセンサー（2010年12月9日、リクルート）
- ベストカー
- プリウスカスタムガイド表紙
- HYPER ZPEED表紙
- GOLF TODAYレッスンブック表紙
- オートキャンパー表紙

### ネット配信
- Qプロ!レースクイーンブログ選手権
- アイドルフォトストア
- 高橋としみの『全国ホール食べくらべ』
- ジョージアモーニングガール（2010年9月 - ）
- 携帯サイト『ギャルズ・パラダイス』フォトダイヤリー（2010年4月 - 5月、10月 - 11月）
- 『TOPQUEEN.JP』高橋としみ@HASEMI SPORTS Lady
- 『メイドクイーンズ - 史上最萌えのメイドたち』高橋としみ
- Dear Drive（ディアドライブ）Vol.8 電気自動車「日産・リーフ」をいち早く高橋としみが大解剖
- Dear Drive（ディアドライブ）「日産・リーフ」高橋としみ フォトギャラリー
- カーセンサーラボ navi 2010 HASEMI SPORT Lady 高橋としみ【コスチューム編】
- 携帯サイト『ギャルズ・パラダイス』クイーンズメール（金）担当
- goo自動車＆バイク高橋としみギャラリー【コスチューム＆私服編】